# 雷诺萨 (坎塔布里亚)
雷诺萨，是西班牙坎塔布里亚的一个市镇。总面积4平方公里，总人口10694人（2001年），人口密度2674人/平方公里。